# Norwich (Connecticut)
Norwich ist eine Stadt im New London County im US-amerikanischen Bundesstaat Connecticut, mit 39.556 Einwohnern (Stand 2016). Die geografischen Koordinaten sind: 41,55° Nord, 72,09° West. Das Stadtgebiet hat eine Größe von 76,4 km².
Norwich ist Sitz des Bistums Norwich.

## Geschichte
Norwich wurde 1659 von Siedlern aus Old Saybrook gegründet.
Norwich war der Hauptstandort der Thermos Co., die eine Pionier-Rolle bei der Produktion von Thermoskannen einnahm und lange Zeit Marktführer war.
Am 6. März 1963 brach der Staudamm des Spaulding Pond im Mohegan Park und verursachte eine Flutwelle, bei der 6 Menschen ums Leben kamen und ein Sachschaden von $6 Millionen entstand.

## Bevölkerungsentwicklung
| - 1756: 5.540 - 1774: 7.327 - 1782: 7.325 - 1800: 3.476 - 1810: 3.528 - 1820: 3.634 - 1830: 5.179 | - 1840: 07.239 - 1850: 10.265 - 1860: 14.048 - 1870: 16.653 - 1880: 21.143 - 1890: 23.048 - 1900: 24.637 | - 1910: 28.219 - 1920: 29.685 - 1930: 32.438 - 1940: 34.140 - 1950: 37.633 - 1960: 38.506 - 1970: 41.739 | - 1980: 38.074 - 1990: 37.391 - 2000: 36.117 - 2010: 40.493 - 2016: 39.556 |

## Söhne und Töchter der Stadt
- Benjamin Huntington (1736–1800), Politiker
- Benedict Arnold (1741–1801), Rebell und später General in der Kontinentalarmee
- Elisha Clark (1752–1838), Politiker und Richter
- Jonas Galusha (1753–1834), Gouverneur des US-Bundesstaates Vermont
- Andrew Adgate (1762–1793), Musiker, Musikpädagoge und Chorleiter
- James Lanman (1767–1841), US-Senator für Connecticut
- Lebbeus Egerton (1773–1846), Vermonter Offizier der Miliz, Landwirt und Vizegouverneur von Vermont
- Jabez W. Huntington (1788–1847), US-Senator für Connecticut
- Lydia Sigourney (1791–1865), Schriftstellerin
- Thomas Sterry Hunt (1826–1892), Chemiker und Mineraloge
- Timothy Dwight V (1828–1916), Präsident der Yale-Universität
- Amos Dolbear (1837–1910), Professor und Erfinder
- Albert S. Bard (1866–1963), Rechtsanwalt und Bürgerrechtler
- Bela Pratt (1867–1917), Bildhauer
- Thomas Walter Swan (1877–1975), Jurist
- Joseph Francis Donnelly (1909–1977), römisch-katholischer Weihbischof in Hartford
- Albert Schatz (1920–2005), Mikrobiologe und Wissenschaftspädagoge
- William Evans (1924–2000), General der United States Air Force
- Christopher Anvil (1925–2009), Science-Fiction-Autor
- Dorothy O’Neil (* 1930), Badmintonspielerin
- Budd Friedman (1932–2022), Komiker und Schauspieler
- Bertram Turetzky (* 1933), Kontrabassvirtuose und Komponist
- Nelson W. Polsby (1934–2007), Politikwissenschaftler und Hochschullehrer
- Annie Proulx (* 1935), kanadisch-amerikanische Journalistin und Schriftstellerin
- Edward H. Tarr (1936–2020), Trompetenvirtuose und Musikwissenschaftler
- Eugene Mallove (1947–2004), Publizist
- Wally Lamb (* 1950), Schriftsteller, Pädagoge und Dozent
- Calvin Coffey (* 1951), Ruderer
- Shawn Sheldon (* 1964), Ringer
- Joshua Tiven (* 1978), Basketballschiedsrichter